# Хоакін Дуальде
Хоакін Дуальде (ісп. Joaquín Dualde, 14 листопада 1932 — 28 квітня 2012) — іспанський хокеїст на траві.
Бронзовий призер Олімпійських Ігор 1960 року.